# レガルブート
レガルブート（イタリア語: Regalbuto, シチリア語: Regarbutu）は、イタリア共和国シチリア州エンナ県にある、人口約7,100人の基礎自治体（コムーネ）。

## 地理

### 位置・広がり

#### 隣接コムーネ
隣接するコムーネは以下の通り。括弧内のCTはカターニア県所属を示す。
- アジーラ
- カテナヌオーヴァ
- チェントゥーリペ
- ガリアーノ・カステルフェッラート
- ランダッツォ (CT)
- トロイーナ